# 1825 Klare
1825 Klare este un asteroid din centura principală, descoperit pe 31 august 1954, de Karl Reinmuth.